# Balakhna

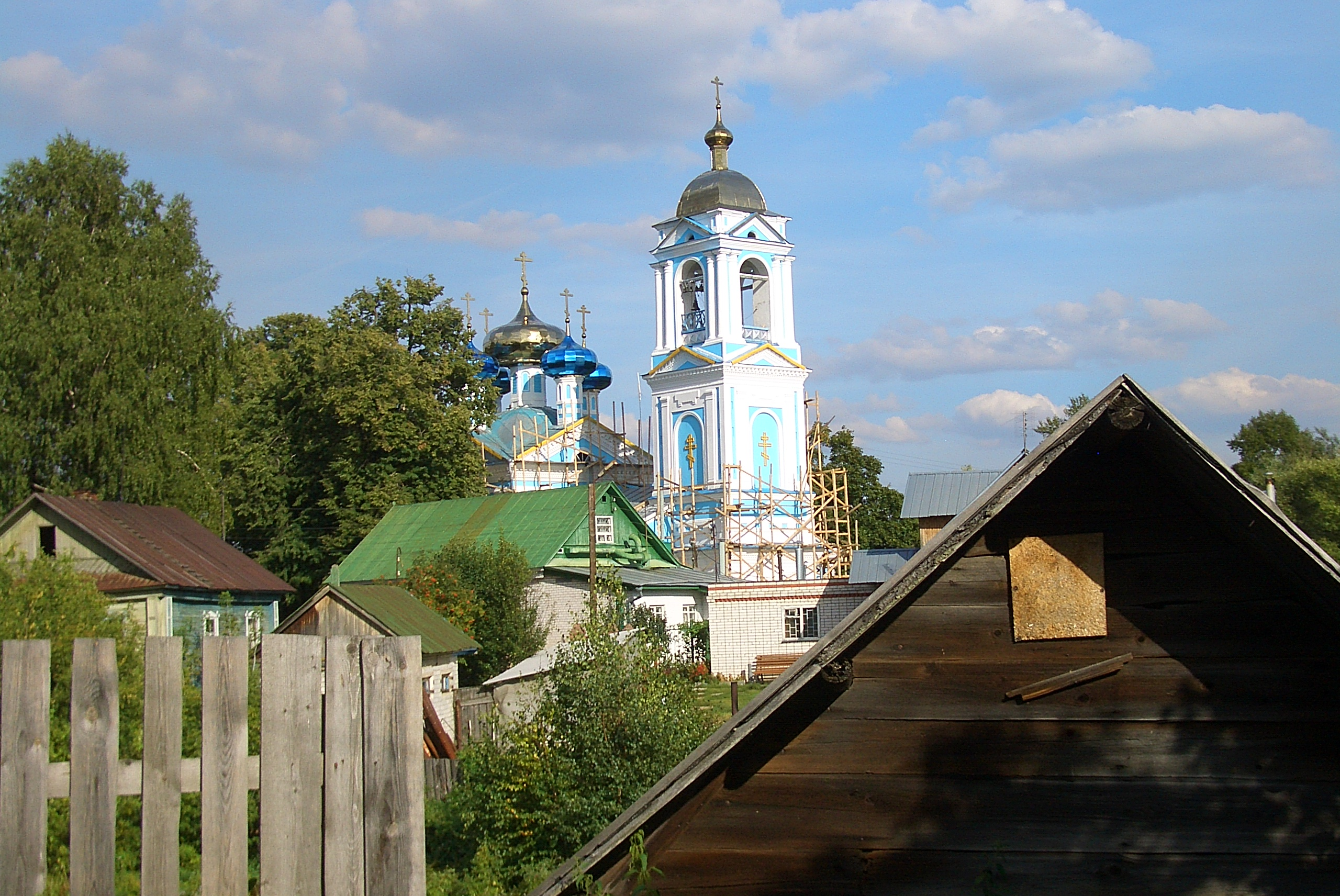
Vista da cidade

Balakhna (em russo:  Балахна) é uma cidade e o centro administrativo do Distrito de Balakhninsky no Oblast de Níjni Novgorod, Rússia, localizada na margem direita do rio Volga, a 32 km ao norte de Nizhny Novgorod, o centro administrativo do oblast. De acordo com o Censo de 2010, sua população era de 51.519 habitantes.